# Rackeby församling
Rackeby församling var en församling i Skara stift och i Lidköpings kommun. Församlingen uppgick 2002 i Sunnersbergs församling. 

## Administrativ historik
Församlingen har medeltida ursprung. 
Församlingen var till 1 maj 1933 moderförsamling i pastoratet Rackeby och Skalunda för att därefter till 2002 vara annexförsamling i pastoratet Sunnersberg, Gösslunda, Strö, Rackeby och Skalunda och som från 1962 även omfattade Otterstads församling. Församlingen uppgick 2002 i Sunnersbergs församling.

## Kyrkoherdar
| Ämbetstid | Namn                          | Levnadstid | Övrigt |
| --------- | ----------------------------- | ---------- | ------ |
| 1340      | Johannes                      |            |        |
| 1444      | Jöns                          |            |        |
| 1452      | Nicolaus Laurentii            |            |        |
|           | Olavus                        |            |        |
| 1506      | Sune Algoti                   |            |        |
| 1544      | Boo                           |            |        |
| 1551–1571 | Jonas Laurentii               |            |        |
| 1586–1601 | Laurentius Jonae              | –1601      |        |
| 1603–1617 | Andreas Johannis              | –1617      |        |
| 1618–1626 | Haraldus                      |            |        |
| 1626–1638 | Andreas Thorstani             | –1638      |        |
| 1640–1648 | Bened. Mathiae                | –1648      |        |
| 1649–1652 | Arvidus Johannis              | –1652      |        |
| 1654–1677 | Haqvinus Nic. Kinna-Sylvester | –1677      |        |
| 1678–1682 | Engelbert Kållman             | –1682      |        |
| 1683–1689 | Jonas Ormenius                | 1644–1689  |        |
| 1690–1722 | Gunnar Tengman                | –1722      |        |
| 1724–1759 | Johan Haqvinus                | 1685–1759  |        |
| 1760–1764 | Carl Faegersten               | 1712–1764  |        |
| 1766–1786 | Magnus Andreae Söderborg      | 1707–1786  |        |
| 1788–1834 | Johan Högman                  | 1757–1834  |        |
| 1835–1859 | Johan Teodor Hellstadius      | 1784–1859  |        |
| 1861–     | Johannes Granqvist            | 1829–      |        |

## Kyrkor
- Rackeby kyrka